# SNCAC NC.840 Chardonneret
 (novembre 2019).
Le SNCAC NC.840 Chardonneret est un avion de tourisme quadriplace, construit en France en 1947.

## Variantes
- NC.832
- NC.840
- NC.841